# Municipio de Preiļi
El municipio de Preiļu (en Letón: Preiļu novads) es uno de los 36 municipios de Letonia, se encuentra localizado en el este de dicho país báltico. Fue creado durante el año 2000 después de una reorganización territorial. La capital es la villa de Preiļi.

## Subdivisiones
- Preiļi (villa)
- Aizkalnes pagasts (zona rural)
- Pelēču pagasts (zona rural)
- Preiļu pagasts (zona rural)
- Preiļu pagasts (zona rural)
- Saunas pagasts (zona rural)

## Población y territorio
Su población se encuentra compuesta por un total de 11.973 personas (2009). La superficie de este municipio abarca una extensión de territorio de unos 365,3 kilómetros cuadrados. La densidad poblacional es de 32,78 habitantes por cada kilómetro cuadrado.